# Arita Hachirō

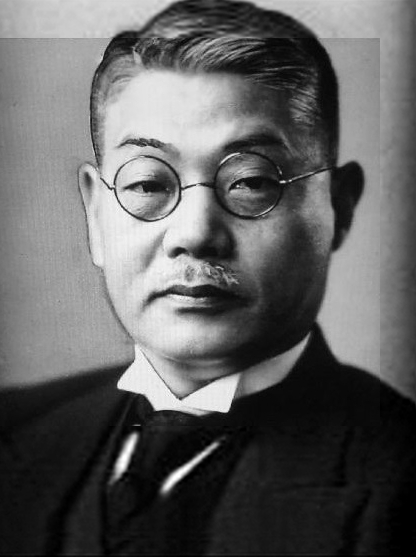
Arita Hachirō

Arita Hachirō (jap. 有田 八郎; * 21. September 1884 in Mano, Landkreis Sado (heute: Sado), Präfektur Niigata als 山本 八郎, Yamamoto Hachirō; † 4. März 1965 in der Präfektur Tokio) war ein japanischer Diplomat und Politiker. Zwischen 1936 und 1940 war er viermal japanischer Außenminister.

## Leben
Arita wurde in die Yamamoto-Familie geboren und von der Arita-Familie adoptiert; sein leiblicher älterer Bruder war der spätere Rikken-Seiyūkai-Abgeordnete und Minister Yamamoto Teijirō.
Arita wurde 1909 nach Abschluss seines Studiums an der Kaiserlichen Universität Tokio Beamter im Außenministerium. 1919 war er Teil der japanischen Delegation bei der Pariser Friedenskonferenz. Unter Premierminister Tanaka Giichi (1927–29), der gleichzeitig Außenminister war, wurde Arita zum Leiter der Asienabteilung im Außenministerium ernannt. 1930 wurde er Minister (kōshi) in Österreich, 1932 Staatssekretär im Außenministerium (gaimu jikan), ein Jahr später Botschafter in Belgien. Vor dem Zweiten Weltkrieg gehörte er zur „Asien-Faktion“ im Außenministerium, die sich gegen eine Zusammenarbeit mit den europäischen Mächten oder den Vereinigten Staaten stellte. In der Regierungszeit von Premierminister Konoe Fumimaro trieb Arita die Idee einer „Großostasiatischen Wohlstandssphäre“ voran. Gegen den Dreimächtepakt mit Deutschland und Italien stellte er sich bis zuletzt.
1936 wurde Arita von Hirota Kōki erstmals als Außenminister ins Kabinett berufen. In seiner ersten Amtszeit unterzeichnete Japan den Antikominternpakt mit dem Deutschen Reich. Unter Premierminister Konoe Fumimaro wurde er 1938 erneut (bis 1939) Außenminister und 1939 von Hiranuma Kiichirō übernommen. Unter Abe Nobuyuki verlor er diesen Posten, wurde aber 1940 unter Premierminister Yonai Mitsumasa zum vierten und letzten Mal Außenminister.
1938 wurde er zum Mitglied des Herrnhauses ernannt.

### Rückkehr als Politiker der Linken
Nach dem Krieg wurde Arita zunächst durch die Besatzungsverwaltung von öffentlichen Ämtern ausgeschlossen. Nach der Aufhebung des Ämterverbots kehrte er – in Umkehrung seiner früheren Ansichten – als progressiver Politiker in die Politik zurück, so lehnte Arita die Wiederbewaffnung Japans (in Form der Selbstverteidigungsstreitkräfte) ab.
1953 wurde Arita in seinem Heimatwahlkreis Niigata 1 als in das Shūgiin gewählt. 1955 als Unabhängiger und 1959 als Kandidat der Sozialistischen Partei Japans trat er bei der Gouverneurswahl in Tokio an, erhielt aber jeweils nur den zweithöchsten Stimmenanteil.
1961 verklagte er Mishima Yukio wegen einer Verletzung seiner Privatsphäre in dem Roman Utage no ato (宴の後) ('Nach dem Bankett'). Arita bekam drei Jahre später vor dem Bezirksgericht Tokio Recht. Ihm wurden 800.000 Yen als Entschädigung zugesprochen.

## Werke
- 1939: Japan’s Diplomacy, Japan Times & Mail, 1939. Veröffentlicht in: Japanese propaganda: selected readings, series 2: pamphlets, 1891–1939. Band 6: Retreat from internationalism. 1932–1939. Peter O’Connor (Hrsg.), Tokyo 2005. ISBN 1-901903-92-3>
- 1959: 馬鹿八と人は言う–外交官の回想 (bakahachi to hito wa iu – gaikōkan no kaisō), Verlag Kōwadō, ISBN 4-8433-0682-7